# 萊斯蒂耶爾維
萊斯蒂耶爾維是芬蘭的城鎮，位於該國西部，由中博滕區負責管轄，面積559平方公里，最高點海拔高度200米，2013年人口842，人口密度為每平方公里1.75人。

## 外部連結
- Municipality of Lestijärvi （页面存档备份，存于） – Official website （文）